# Boeing B-52 Stratofortress
Boeing B-52 Stratofortress – amerykański bombowiec strategiczny dalekiego zasięgu. Oblatany w 1952 roku, stosowany bojowo między innymi w wojnie wietnamskiej i pierwszej wojnie w Zatoce Perskiej.

## Historia projektu
W maju 1948 roku Dowództwo Materiałowe Sił Powietrznych (Air Materiel Command) zwróciło się do firmy Boeing z prośbą o uwzględnienie wcześniej odrzuconego silnika odrzutowego, ulepszonego pod względem wydajności paliwowej, w projekcie samolotu. Doprowadziło to do opracowania kolejnej wersji – w lipcu 1948 roku model 464-40 zastąpił turbopropy silnikami turboodrzutowymi Westinghouse J40. Oficer projektowy Sił Powietrznych USA, który dokonał przeglądu modelu 464-40, był pozytywnie zaskoczony, szczególnie że już wcześniej rozważał podobne rozwiązania. Niemniej jednak rząd wyrażał obawy dotyczące wysokiego zużycia paliwa przez ówczesne silniki odrzutowe i nakazał firmie Boeing oprzeć projekt XB-52 na modelu 464-35. Chociaż zgadzał się, że przyszłość należy do napędu turboodrzutowego, generał Howard A. Craig, zastępca szefa sztabu ds. zaopatrzenia, nie był zbyt entuzjastycznie nastawiony do B-52 z napędem odrzutowym.  Mimo to firma Boeing została zachęcona do kontynuowania badań nad napędem turboodrzutowym, nawet bez oczekiwanego zobowiązania do jego wdrożenia. .

## Rozwój

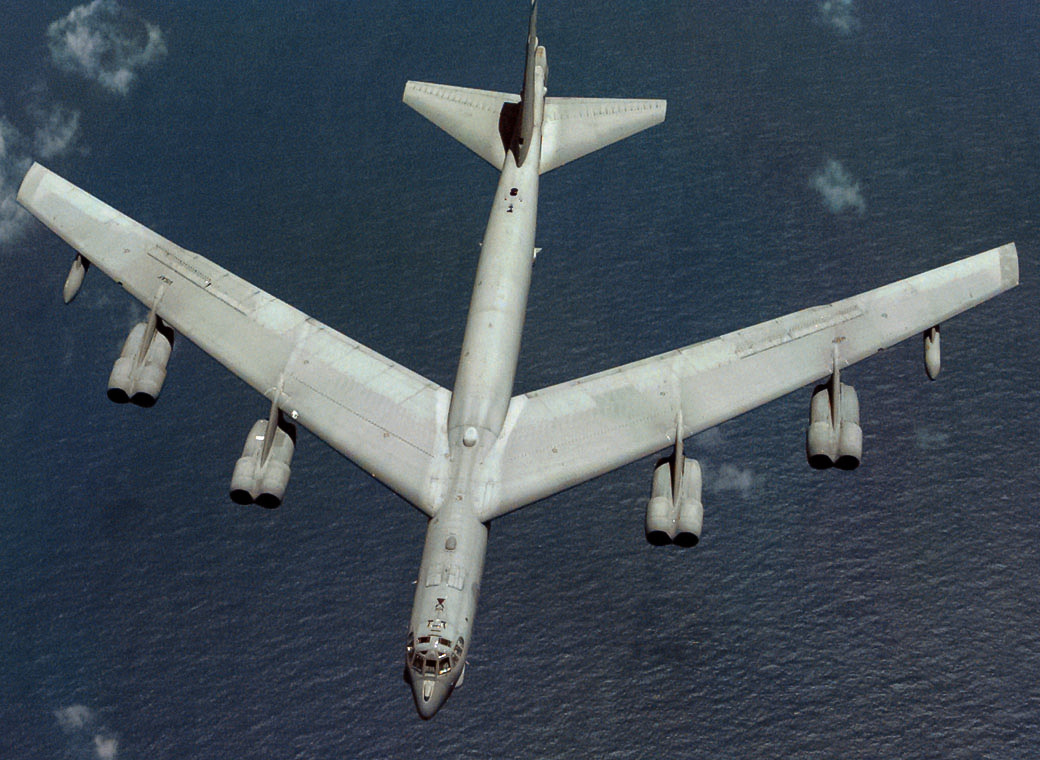
B-52 nad oceanem

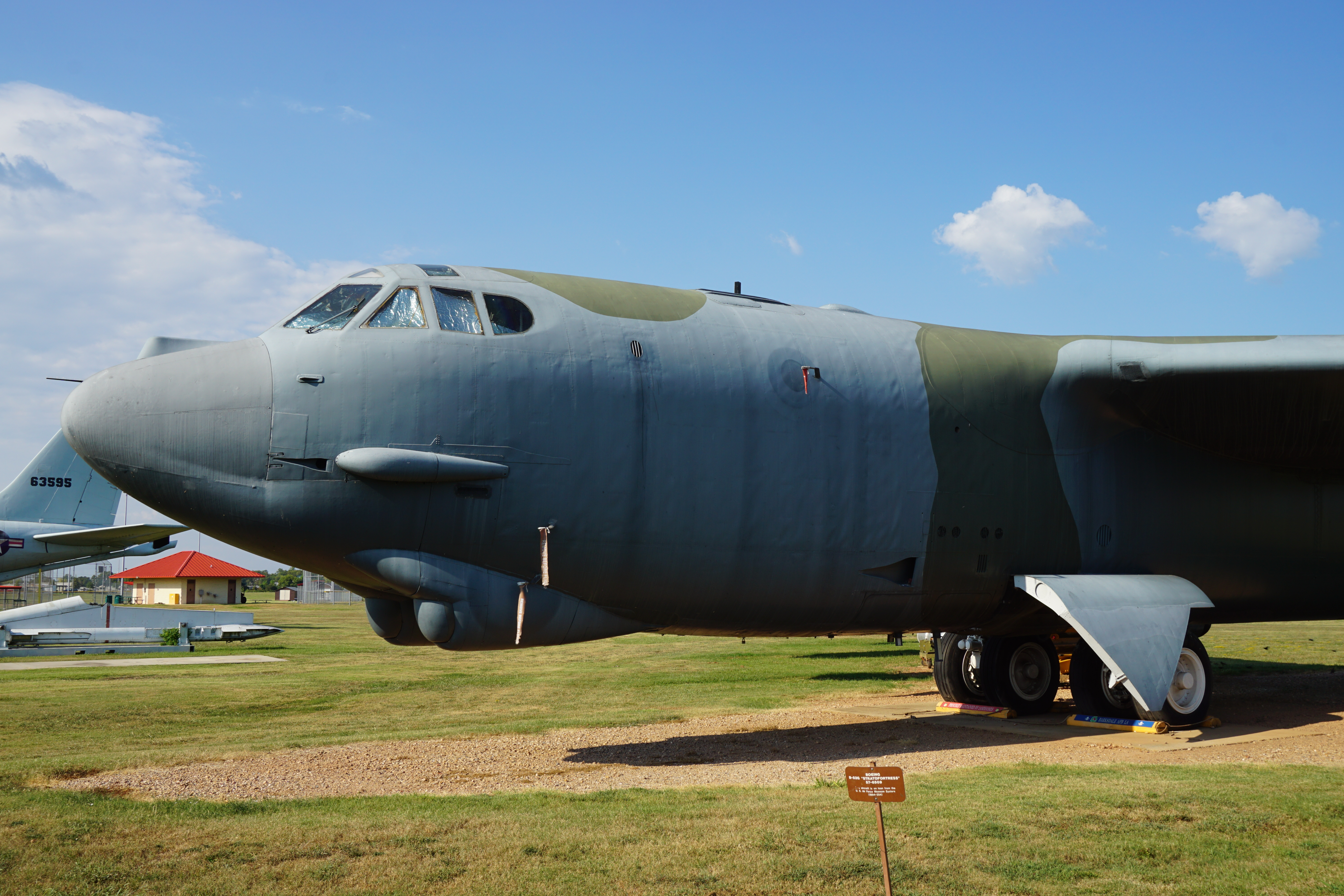
B-52G w Barksdale Global Power Museum w bazie lotniczej Barksdale

Stratofortress opracowano jako nowy rdzeń sił Strategic Air Command, w której to roli miała zająć miejsce Convairów B-36 Peacemakerów. Pierwszy lot prototypu YB-52 odbył się 15 kwietnia 1952; pilotował Tex Johnston . Pierwsza wersja seryjna B-52A została oblatana w 1954 roku, lecz zbudowano tylko 3 egzemplarze do badań. Pierwsza wersja wielkoseryjna B-52B weszła do służby w 1955. Oprócz dwóch prototypów XB-52 i YB-52, wyprodukowano do 1962 roku 3 B-52A, 50 B-52B, 35 B-52C, 170 B-52D, 100 B-52E, 89 B-52F, 193 B-52G i 102 B-52H.
W szczytowym okresie służby samolotu, w 1963 roku, lotnictwo strategiczne USA miało 650 B-52, zgrupowanych w 42 dywizjonach na 38 lotniskach. W latach 60. rakiety międzykontynentalne przejęły główną rolę w amerykańskich siłach jądrowych, a nieustannie ulepszana radziecka obrona przeciwlotnicza postawiła pod znakiem zapytania skuteczność B-52. Tylko częściowym lekarstwem było wyposażenie B-52 w pociski samosterujące, które pozwalały atakować z większych odległości. Z tych powodów z biegiem czasu B-52 zaczęły odgrywać coraz większą rolę jako bombowce konwencjonalne. W 2018 r. w lotnictwie USA nadal służy 75 egzemplarzy wersji B-52H, budowanej między 1960 i 1962. Wskaźnik dostępnych do użycia maszyn wynosi do 60% tej liczby i jest lepszy od nowszych bombowców B-1 i B-2 (do 40%), niższy jest także koszt godziny lotu. Amerykańskie siły zbrojne nie zamierzają wycofywać Stratofortressów ze służby liniowej wcześniej niż w latach 40. XXI wieku .

## Uzbrojenie
Bombowiec B-52 jest w stanie przenieść 31 500 kg różnego rodzaju broni konwencjonalnej (bomby, miny, rakiety) oraz bomby jądrowe (B28, B43, B53, B61, B83). Typowy ładunek konwencjonalny to na przykład 51 bomb 500-funtowych (241 kg). B-52 może też przenosić 20 pocisków manewrujących do atakowania z większych odległości (stand-off).
Wcześniejsze wersje B-52 były wyposażone w uzbrojenie strzeleckie: cztery karabiny maszynowe kalibru 12,7 milimetra umieszczone w stanowisku ogonowym. Za pomocą tej broni zestrzelono dwa północnowietnamskie MiG-i 21. Wersja B-52H jest już pozbawiona uzbrojenia obronnego .

## Modernizacje

### Awionika
W 2009 roku zakończono modernizację systemów ofensywnych zainstalowanych na samolotach B-52. W jego ramach wymieniono system nawigacji inercyjnej, jednostkę kontroli awioniki i system przesyłania danych. Testy nowych systemów trwały pomiędzy grudniem 2002, a połową 2004 roku. Kolejną modernizacją były nowe cyfrowe odbiorniki ostrzegające o opromieniowaniu radiolokacyjnym AN/ALR-46 oraz system walki elektronicznej AN/ANQ-155(V), które zamontowano w latach 2005–2006.
W marcu 2005 roku firma Boeing otrzymała umowę na opracowanie nowego systemu komunikacji bojowej. W ramach tego kontraktu zostało przekazanych 216,7 miliona dolarów na jego realizację. Nazwa dla badań została wybrana jako CONECT, a jej wynikiem miały być:
- kolorowe wyświetlacze wielofunkcyjne z możliwością wyświetlania ruchomych map
- radiostacja taktyczna AN/ARC-210 Warrior z łączem danych Link 16 oraz IBR pozwalające na przesyłanie danych głosowych i plików w czasie rzeczywistym między bombowcami i centralami naziemnymi
- wewnętrzny słuchawkowy interkom z redukcją hałasu dla komunikacji wewnętrznej
- komputery pokładowe z systemem planowania misji JMPS.

Montaż systemu CONECT rozpoczął się w październiku 2007 roku, a 21 maja 2009 gotowy samolot oblatano i skierowano do testów 5 sierpnia, które zakończyły się w grudniu 2011 roku w bazie Edwards. Dzięki zadowalającym wynikom przekazano w połowie 2012 kolejne fundusze dla firmy Boeing w wysokości 82,5 miliona dolarów na pokrycie kosztów rozpoczęcia produkcji i montażu.
We wrześniu 2009 roku firma Boeing otrzymała kontrakt na montaż systemu komunikacji satelitarnej EHF w wysokości 5,4 miliona dolarów. Kolejne plany obejmują system identyfikacji „swój-obcy” IFF.

### Zasobniki celownicze i rozpoznawcze
W 2003 roku po raz pierwszy na tych samolotach użyto podwieszanych zasobników obserwacyjno-celowniczych Northrop Grumman AN/AAQ-28 LITENING II. Testy w powietrzu miały miejsce w marcu 2003 roku, po czym wypróbowane zostały w warunkach bojowych w Iraku w zrzucaniu laserowych bomb GBU-12 Paveway II. Sukcesy uzyskane w tych działaniach spowodowały, że postanowiono zmodernizować do tego całą flotę B-52.
We wrześniu 2008 roku Pentagon przekazał 15 milionów dolarów na montaż zasobnika obserwacyjno-celowniczego Lockheed Martin AN/AAQ-33 Sniper. Pozwalał on w czasie rzeczywistym na obserwację, zwiad i transmisję wideo.
14 kwietnia 2014 roku rozpoczęto próby zasobnika Northrop Grumman AN/ASQ-236 Dragon’s Eye. Posiada ona aktywne skanowanie fazowe z systemem nawigacji inercyjnej. Tworzy on w ten sposób mapy i geolokacje w dzień i w nocy przy każdych warunkach atmosferycznych.

### Uzbrojenie precyzyjne
Udźwig samolotu pozwala na przenoszenie zarówno broni konwencjonalnej, jak i jądrowej. Dzięki montażowi szyn transmisji danych MIL-STD-1760 można było montować uzbrojenie precyzyjne. W 2006 roku program o wartości 150 milionów dolarów wszczęto program integracji broni precyzyjnej. Uzyskano dostęp do montażu wszystkich możliwych bomb precyzyjnych. Kolejnym etapem ma być umożliwienie przenoszenia ich w komorach bombowych. Wymagana jest modernizacja wyrzutni rewolwerowej. Pierwsze testy przeprowadzono w 2005 roku. W 2011 roku przeznaczono 52,4 miliony dolarów na modernizację komór bombowych. Pozwoli to na przenoszenie uzbrojenia, które do tej pory było tylko możliwe do montażu pod skrzydłami. Zmniejszone zostanie dzięki temu zużycie paliwa i zwiększony zasięg bombowców.

### Inne
W 2013 roku wymieniono systemy antypoślizgowe dla kół. Koszt modernizacji to 19 milionów dolarów. W ramach umów z Federacją Rosyjską 32 bombowce mają być pozbawione możliwości przenoszenia głowic jądrowych. Całość kosztów ma wynieść około 1 miliona dolarów. W 2011 roku zmodernizowano symulatory lotów dla tych samolotów. W 2009 roku Boeing został zobowiązany przez 10 letnią umowę na naprawy, analizy i konserwacje samolotów. Co cztery lata powinien odbyć się przegląd generalny, który decyduje o dalszym czasie eksploatacji lub konieczności przeprowadzenia napraw.

## Zastosowanie

### Zastosowanie bojowe

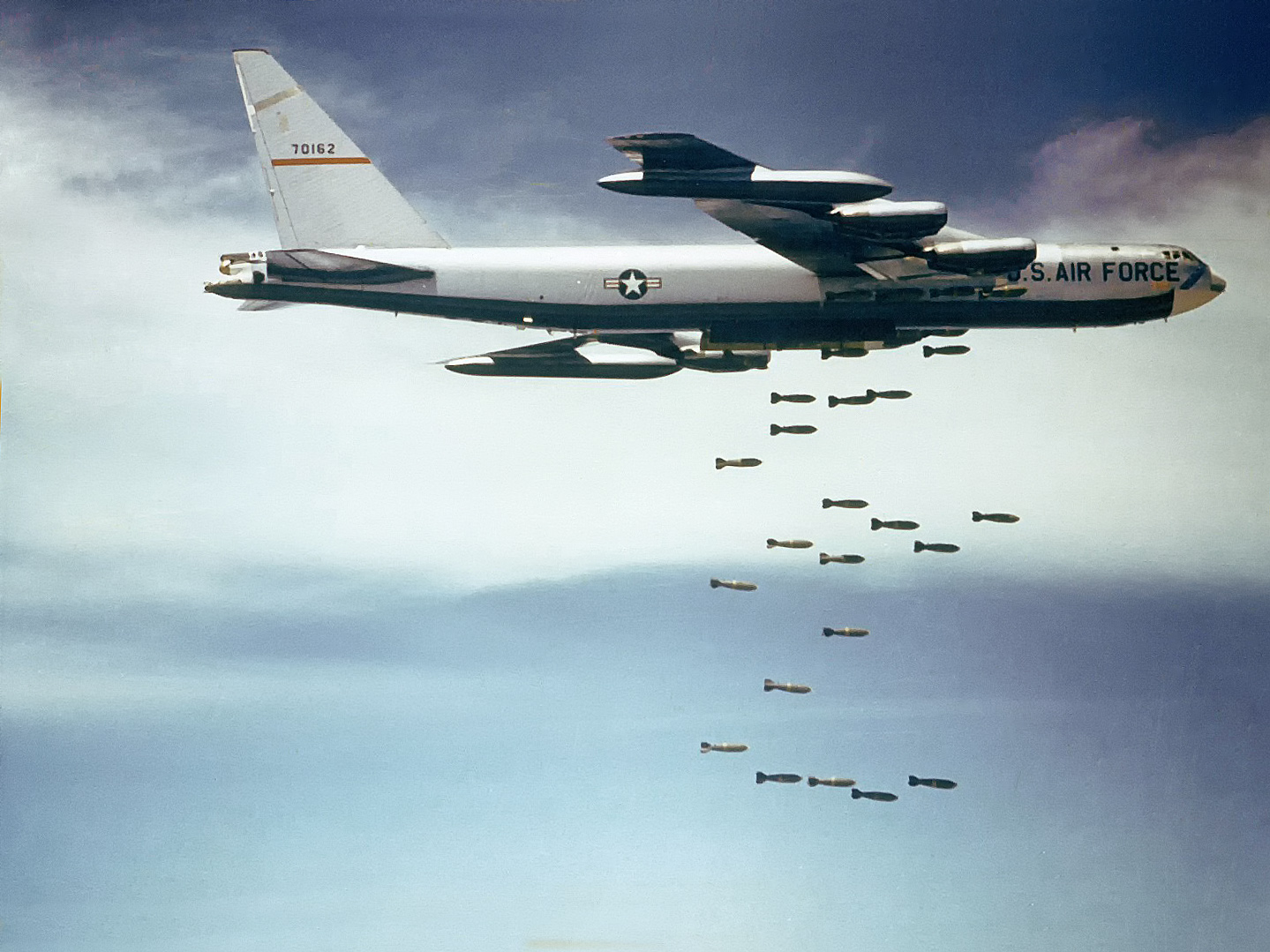
B-52 zrzucający ładunek bomb Mk 117

B-52 znajdowały się w inwentarzu USAF-u przez większość zimnej wojny. Wojna wietnamska wymusiła przystosowanie Stratofortressów do roli bombowca konwencjonalnego. W czasie ośmiu lat tego konfliktu B-52 wykonały ponad 126 tysięcy samolotolotów bojowych i zrzuciły 2,63 miliona ton bomb.
W trakcie operacji „Pustynna Burza” w Iraku w 1991 roku Stratofortressy zrzuciły około trzydziestu procent (pod względem łącznego wagomiaru) bomb zrzuconych przez całą koalicję (w toku działań bojowych stracono jedną maszynę, lecz nie w wyniku działań nieprzyjaciela). Zastosowano je bojowo również w operacji bombardowania Jugosławii przez NATO w 1999 („Allied Force”), w operacji w Afganistanie („Enduring Freedom”, 2001), a także w drugiej wojnie irackiej („Iraqi Freedom”) w 2003 roku. B-52 zwalczały także cele związane z tzw. Państwem Islamskim w Iraku i Syrii w ramach operacji Inherent Resolve od 2016 roku.
Obecnie (2018) B-52 są zgrupowane w dwóch stałych bazach: Minot AFB w Dakocie Północnej (5. Skrzydło Bombowe) i Barksdale AFB w Luizjanie (2. Skrzydło Bombowe). Ponadto często działają tymczasowo z różnych baz sił powietrznych Stanów Zjednoczonych na całym świecie.

### Zastosowanie niebojowe
Dwie maszyny (NB-52A i NB-52B) uczestniczyły w amerykańskim programie eksperymentalnym X-15, jako nosiciele samolotów rakietowych X-15. Jedna z tych maszyn, nosząca przezwisko „Balls 8”, służyła w NASA aż do 17 grudnia 2004 roku i brała udział także w takich programach jak X-24, HiMAT, X-38 i X-43.

## Straty i wypadki

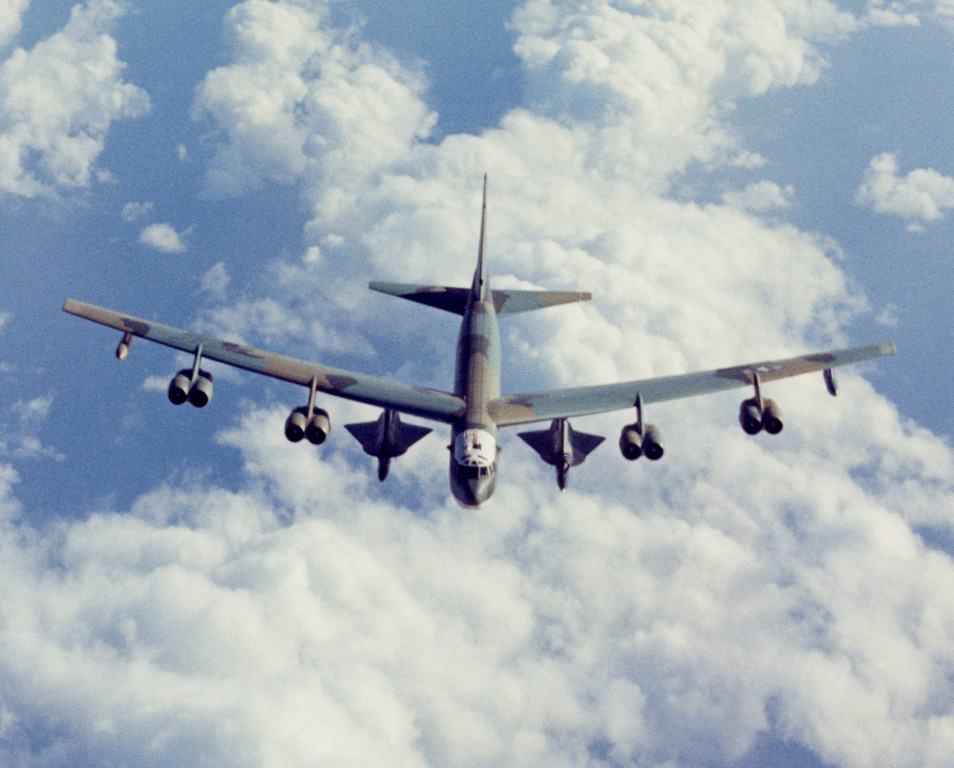
Zmodyfikowany B-52 przenoszący dwa D-21

Podczas walk powietrznych nad Wietnamem 17 samolotów B-52 zostało strąconych przez wojska Północnego Wietnamu za pomocą rakiet S-75.
Najbardziej znanym wypadkiem lotniczym z udziałem samolotu B-52 jest zdarzenie z 17 stycznia 1966 roku – katastrofa lotnicza pod Palomares. B-52 w czasie tankowania w powietrzu zderzył się z cysterną KC-135 w wyniku czego obydwa samoloty zostały zniszczone. Bombowiec przenosił na pokładzie cztery bomby termojądrowe, które po katastrofie opadły w rejon hiszpańskiego wybrzeża Morza Śródziemnego w pobliżu wioski Palomares, wywołując skażenie radioaktywne.
Dwa lata później, 21 stycznia 1968, w pobliżu bazy Thule (obecnie Qaanaaq) na Grenlandii rozbił się kolejny B-52G, przenoszący cztery bomby termojądrowe Mk 28. Tym razem załoga (sześciu z siedmiu się uratowało) nie pozbyła się bomb przed wypadkiem, toteż w wyniku roztrzaskania się samolotu przy prędkości 560 węzłów (1000 km/h), doszło do wybuchu klasycznych (trotylowych) ładunków we wszystkich bombach oraz pożaru szczątków i 130 tys. litrów paliwa lotniczego, a znaczna część plutonu z bomb przedostała się do otoczenia. Był to prawdopodobnie najpoważniejszy wypadek B-52 w ogóle, a na pewno najpoważniejsza katastrofa w historii wyspy spowodowana jej strategicznym położeniem. Mimo dużych nakładów finansowych na dezaktywację usunięcie wszystkich skutków wypadku w trudnej arktycznej okolicy nie było do końca możliwe.
Po katastrofie na Grenlandii Amerykanie zaprzestali 24-godzinnego dyżurowania w powietrzu z bombami na pokładzie, co praktykowane było od kryzysu kubańskiego w 1962 roku, tym bardziej że do mniej spektakularnych niż w Thule i w Palomares wypadków dochodziło częściej. Wiele z nich (prawdopodobnie większość) dotknęło B-47 Stratojetów (np. w 1956 roku pilot B-47 w brytyjskiej bazie Lakenheath stracił panowanie nad maszyną i roztrzaskał się o magazyn bomb atomowych, w którym znajdowały się m.in. trzy bomby Mark 6 – wszystko stanęło w ogniu; w bagnach w stanie Georgia w USA leży po dziś dzień nie odnaleziona bomba wodorowa, zgubiona przez B-47; inny B-47 utonął w 1958 gdzieś w Atlantyku u wybrzeży Maroka razem ze swoim jądrowym ładunkiem itp.), mimo że loty z bombami atomowymi powierzano także innym typom bombowców, tylko B-47 i B-52 ulegały tak poważnym wypadkom.
24 czerwca 1994 roku doszło do katastrofy B-52H w bazie lotniczej Fairchild w stanie Waszyngton. Podczas lotu ćwiczebnego w ramach przygotowań do pokazów lotniczych pilot wykonał ostry skręt na małej wysokości, znacznie przekraczając dozwolone przechylenie samolotu wynoszące 45°. W pewnym momencie przechył zaczął się pogłębiać w sposób niekontrolowany aż do 90°, co spowodowało utratę panowania nad samolotem, gwałtowne jego opadanie i rozbicie o ziemię.

## Wycofywanie ze służby
30 lipca 2008 roku rozpoczął się proces stopniowego wycofywania części B-52 ze służby. Tego dnia B-52H o numerze ogonowym LA1023 z bazy Minot AFB odstawiony został do rezerwy po 45 latach służby, co zapoczątkowało proces wycofywania osiemnastu maszyn tego typu, po dwie co dwa tygodnie.